# Mare de Déu i el Nen amb santa Isabel i sant Joanet
Mare de Déu i el Nen amb santa Isabel i sant Joanet és un quadre de Peter Paulus Rubens pintat cap a 1618 que actualment forma part de la col·lecció permanent del Museu Nacional d'Art de Catalunya.

## Descripció
La Mare de Déu, vestida de vermell amb el Nen a la falda, seu a terra i al seu costat apareix sant Joanet sobre un xai, el morro del qual Jesús està amanyagant. Isabel, per darrere, s'inclina cap al grup davant una arquitectura d'ordre clàssic que s'obre a un cel amb núvols. L'escena, que aplega la Sagrada Família amb santa Isabel i sant Joanet, il·lustra un tema apòcrif que es remunta al segle xiii, donat a conèixer a través del text del Pseudo-Bonaventura Meditationes Vitae Christi, en el qual es narra una visita que va reunir Jesús amb el seu cosí Joan a casa d'Isabel i Zacaries. L'assumpte, que permetia la inclusió del nu infantil en un tema sacre, va ser molt del gust dels pintors florentins del Renaixement. En aquest sentit, cal esmentar una pintura de Rafael coneguda com La perla, conservada al Museu del Prado, que va poder servir a Rubens de font d'inspiració. Una taula que era propietat de la família Gonzaga quan el mestre d'Anvers va residir a la cort de Màntua.
La tela que comentem, pintada cap al 1618, presenta una invenció rubeniana molt estesa, i se'n coneixen còpies i rèpliques, però aquesta versió, tot i que és de manufactura desigual, es considera autògrafa i una de les millors. Es tracta d'una composició religiosa que més aviat degué tenir una finalitat domèstica abans que litúrgica i de la qual es van obrir moltes estampes sota la direcció de Rubens, que van permetre'n la difusió i que van fer que es convertís en una obra molt popular.